# Willoughby, Ohio
Willoughby là một thành phố thuộc quận Lake, tiểu bang Ohio, Hoa Kỳ. Năm 2010, dân số của thành phố này là 22268 người.

## Dân số
- Dân số năm 2000: 22621 người.
- Dân số năm 2010: 22268 người.